# The Carter Family
The Carter Family war eine US-amerikanische Country-Gruppe, die als erste Gesangsgruppe des Genres überregional bekannt wurde. Sie zählt zu den ersten Stars der kommerziellen Country-Musik. Mit ihren Versionen der altertümlichen irischen und englischen Songs, wie sie in den abgelegenen Regionen der amerikanischen Bergkette der Appalachen gepflegt wurden, haben sie die Entwicklung der modernen amerikanischen populären Musik des 20. Jahrhunderts entscheidend mitgeprägt.

## Original Carter Family

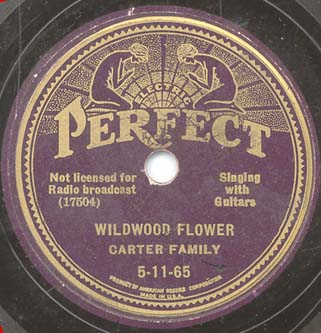
Wildwood Flower, 1928

Die Erstbesetzung der Carter Family bestand aus A. P. Carter (* 15. Dezember 1891 als Alvin Pleasant Carter; † 7. November 1960), „Mother“ Maybelle Carter (* 10. Mai 1909 als Maybelle Addington; † 23. Oktober 1978) und Sara Carter (* 21. Juli 1898 als Sara Dougherty; † 8. Januar 1979). Sara war die Ehefrau von A. P., und Maybelle war mit dessen Bruder Ezra Carter verheiratet. Maybelle und Sara waren Cousinen.
Am 1. August 1927 erschienen die drei Mitglieder der Carter Family im mobilen Aufnahmestudio des Talentsuchers Ralph Peer in Bristol, Tennessee. Fast zeitgleich spielte dort auch Jimmie Rodgers vor, der wenig später zum ersten großen Star der Oldtime- bzw. Hillbilly-Musik wurde. Nach der ersten Aufnahmesession wurde mit Victor Records ein Schallplattenvertrag abgeschlossen. Die Carter Family wurde dadurch zur ersten überregional bekannten Gesangsgruppe der Country-Musik. Vorherrschend waren bis dahin instrumental orientierte Interpreten, die typischen Fiddler. 

### Songs
In den folgenden Jahren wurden zahlreiche Songs aufgenommen, der bekannteste ist Wildwood Flower. Ein weiteres Stück, Wabash Cannonball, 1929 von der Carter Family erstmals aufgenommen, wurde in der Interpretation von Roy Acuff and His Smokey Mountain Boys in die Liste 500 Songs That Shaped Rock and Roll der Rock and Roll Hall of Fame aufgenommen. Es war vor allem A. P Carter, der ständig nach traditionellem Liedgut der Landbevölkerung suchte, um es dann, zum Teil unter eigener Autorenschaft, auf Schallplatte zu verewigen. Im Laufe der Zeit wurden so etwa 300 Songs zusammengetragen.

### Krise
Infolge der Weltwirtschaftskrise von 1929 hatten die Carters trotz ihres mittlerweile hohen Bekanntheitsgrades eine längere finanzielle Durststrecke zu überstehen. Ab Mitte der dreißiger Jahre standen auch die Töchter mit auf der Bühne. 1939 trennten sich A. P. und Sara. Die Carter Family kam aber noch bis 1943 zu Aufnahmesessions zusammen. Dann verließ Sara die Gruppe. Die erste Ära der Carter Family war damit beendet.

## A. P. und Sara Carter 1952
A. P. fand sich 1952 noch einmal mit Sara zusammen und bildete gemeinsam mit Tochter Janette erneut die Carter Family. Es wurden eine Reihe von Platten eingespielt, die früheren Erfolge konnten aber nicht annähernd wiederholt werden. 1956 löste sich die Carter Family erneut auf. Vier Jahre später starb A. P.

## Maybelle Carter und Töchter
Maybelle Carter machte unterdessen mit ihren Töchtern June, Anita und Helen Carter unter dem Namen The Carter Sisters bzw. Mother Maybelle & the Carter Sisters weiter. Nach dem Tod A. P.s benutzte man wieder den alten Namen: The Carter Family. Die Mitglieder der Carter Family traten auch als Begleitsängerinnen für Johnny Cash auf, den June Carter im März 1968 heiratete.
Einige Gitarristen geben an, durch Maybelle Carters eigenwilligen Stil des Gitarrenspiels beeinflusst worden zu sein. Die Mitglieder der Carter Family waren auch für ihr virtuoses Spiel der Autoharp bekannt. Die Töchter machten nach dem Tod von Mutter Maybelle im Jahr 1978 weiterhin Musik und zeitweilig wirkte auch Junes Tochter Carlene Carter bei den Auftritten mit.
1970 wurde die Original Carter Family in die Country Music Hall of Fame aufgenommen und erhielt damit die höchste Auszeichnung der Country-Musik. Einen Höhepunkt setzte Mother Maybelle Carter auf dem Album der Nitty Gritty Dirt Band Will the Circle Be Unbroken (1972), dem ersten gemeinsamen Projekt zwischen alten etablierten Country-Stars und einer aus der Hippie-Tradition hervorgegangenen jungen Country-Band.
Die Carter Family gilt heute als eine der prägenden Formationen der Country-Musik. Viele nachfolgende Musiker-Generationen wurden durch sie beeinflusst. Sie wurde außerdem 2001 aufgrund ihres Einflusses auf den Bluegrass in die International Bluegrass Hall Music of Honor aufgenommen.

## Diskografie (Auswahl)
- 1997 – Give Me Roses While I Live – Their Complete Recordings Vol. 6
- 1996 – Sunshine in the Shadow – Their Complete Victor Recordings 1931–1932
- 1995 – Worried Man Blues – Their Complete Recordings Vol. 4
- 1995 – When the Roses Bloom in Dixieland – Their Complete Recordings Vol. 3
- 1993 – My Clinch Mountain Home – Their Complete Victor Recordings 1928–1929
- 1993 – Anchored in Love – Their Complete Victor Recordings 1927